# Aire urbaine de Chambéry
L'aire urbaine de Chambéry est une aire urbaine française centrée entre les villes de Chambéry et d'Aix-les-Bains.

## Caractéristiques
D'après la définition qu'en donne l'INSEE, l'aire urbaine de Chambéry est composée de 85 communes, situées dans la Savoie.